# Matrosenruhe

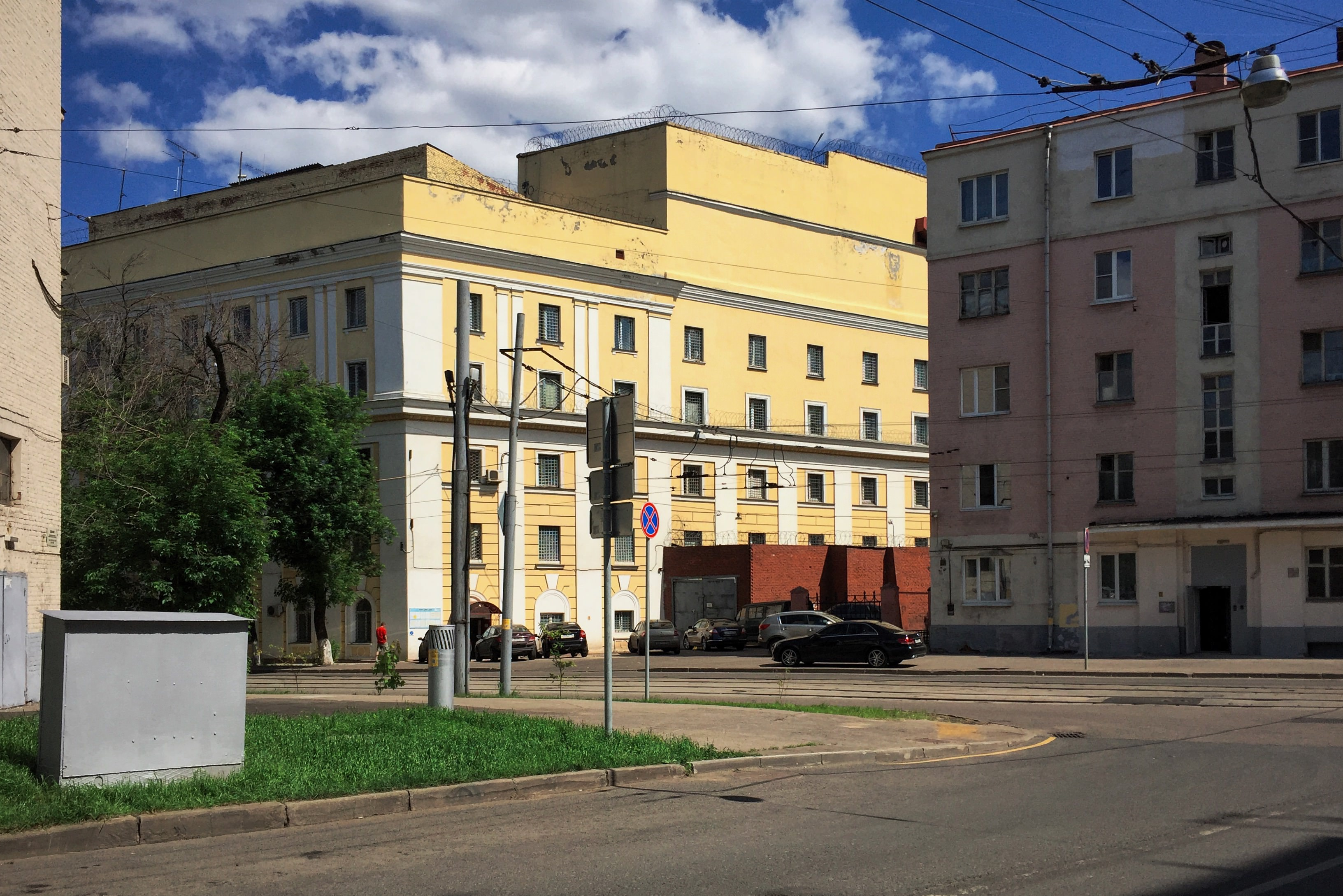
Die Haftanstalt (2016)

Matrosenruhe (russisch Матросская тишина, Matrosskaja tischina) ist die inoffizielle Bezeichnung der Bundesanstalt „Untersuchungsgefängnis Nr. 1 des Föderalen Strafvollzugsdienstes Russlands in der Stadt Moskau“ (Федеральное казённое учреждение „Следственный изолятор № 1 Управления Федеральной службы исполнения наказаний России по городу Москве“).
Der Name der seit 1945 bestehenden Anstalt stammt von der gleichnamigen Straße (uliza Matrosskaja Tischina) im Stadtteil Sokolniki. Bekannte Insassen waren der ehemalige sowjetische Verteidigungsminister Dmitri Jasow, der Unternehmer Michail Chodorkowski, der Politiker Iwan Borissowitsch Mironow sowie der Wirtschaftsprüfer Sergei Magnitski und Alexei Nawalny.